# Encheleer

Eine Karte des südlichen Illyriens um 200 v. Chr. Das Siedlungsgebiet der Encheleer befindet sich nach dieser Darstellung nördlich des Bertiscus.

Encheleer (altgriechisch Έγχελέαι Encheléai; lateinisch Enchelei) ist die eingedeutschte Bezeichnung für einen antiken Volksstamm im südlichen Illyrien.

## Mythologie und Namensgebung
Laut der griechischen Mythologie erhielten die Encheleer ihren Namen von Encheleus (altgriechisch Ἐγχελέα Encheléa), ihrem eponymen Heros, der das Herrschergeschlecht dieses Volkes begründet haben und Sohn des Illyrios gewesen sein soll. Dieser wiederum war laut der Bibliotheke des Apollodor (1. Jahrhundert n. Chr.) Sohn des Kadmos und der Harmonia. Diese beiden, die Großeltern des Encheleus, hatten, aus Phönizien stammend, nach langen Abenteuern Theben gegründet und regiert. Als aber die Encheleer mit den Illyrern im Kampf lagen, sagte ein Orakel voraus, dass ihnen nur dann der Sieg verheißen sei, wenn Kadmos und Harmonia sie als Herrscherpaar in den Kampf führen würden. Die beiden gaben daraufhin ihre Herrschaft in Theben an einen anderen Enkel, Pentheus, ab, und zogen zu den Encheleern. Nachdem die Voraussage eingetroffen und der Kampf erfolgreich bestanden war, blieb das Paar weiter an der Regentschaft und gründete die Städte Bouthoe und Lychnidos. Schließlich wurden sie von Zeus in Schlangen verwandelt und auf die Insel der Seligen entrückt.
Appian (1./2. Jahrhundert n. Chr.) zufolge war Illyrios hingegen ein Kind des Polyphem und der Galateia.
Vermutlich leitet sich die überlieferte Namensform des Stammes vom altgriechischen ἔγχελυς énchelys für „Aal“ her, womit Encheleer so viel wie „Aalmänner“ bedeutet. Die Eigenbezeichnung der Encheleer ist nicht überliefert; es ist aber davon auszugehen, dass er dieselbe Bedeutung hatte und die griechische Fremdbezeichnung (Exonym) eine Übersetzung davon darstellt.

## Geschichte
Laut Hekataios von Milet (6./5. Jahrhundert v. Chr.) besiedelten die Encheleer die Region zwischen den Gebieten der Chaonier im Süden und der Taulantier im Norden. Durch spätere Quellen wie den Periplus des Pseudo-Skylax aus dem 4. Jahrhundert v. Chr. ist für die Encheleer ein völlig abweichendes Siedlungsgebiet als für das 6. Jahrhundert v. Chr. belegt. Nun lebten sie nördlich der Taulantier am Unterlauf des Drin. So wird die Stadt Bouthoe an der Bucht von Kotor (heute in Montenegro) zum Territorium der Encheleer gerechnet, während das (heute albanische) Epidamnos bereits zum taulantischen Gebiet gehörte.
Herodot zitiert in seinem Geschichtswerk eine Prophezeiung, der zufolge ein Volk Theben erobern und den Tempel von Delphi plündern, dann aber zugrunde gehen würde. Mardonios bezog dies Herodot zufolge auf die Perser; der antike Historiker selbst behauptet jedoch, damit seien die Encheleer gemeint gewesen. Diese scheinen also mit einigem Erfolg in Griechenland eingefallen zu sein.
356/355 v. Chr. und 344 v. Chr. kämpfte Philipp II. von Makedonien siegreich gegen die Encheleer und weitere illyrische Stämme, die zumindest nominell seine Herrschaft anerkannten. Nach seinem Tod 336 v. Chr. erhoben sie sich wieder, wurden aber von Alexander dem Großen erneut besiegt. Ab der zweiten Hälfte des 4. Jahrhunderts v. Chr. wurden die Encheleer von den antiken Autoren als Teilstamm der Illyrer bezeichnet, während sie in den Berichten der vorangegangenen Zeit als eigenständige Gruppe eingestuft worden waren.
Der griechische Geschichtsschreiber Polybios (2. Jahrhundert v. Chr.) erwähnt in seinen Historien die Städte Enchelanai, Kerax, Sation und Boioi, allesamt am Ohridsee gelegen, die vom illyrischen König Skerdilaidas regiert werden, die im Jahr 217 v. Chr. aber Philipp V., König von Makedonien, eroberte.

## Lokalisierung
Schon früh wiesen Forscher wie Alfred Philippson (1905) auf das Lokalisierungsproblem der Encheleer hin. Nach Hekataios von Milet (6./5. Jahrhundert v. Chr.) siedelte der Stamm nördlich des Ceraunischen Gebirges zwischen den Chaoniern im Süden und den Taulantiern im Norden, und laut Skymnos (2. Jahrhundert v. Chr.) damit in der Gegend von Apollonia. (Eigentlich spricht Hekataios aber nicht von Chaoniern, sondern nutzt, wie Nade Proeva (2018) präzisiert, den Begriff Dexaroi, ein Hapax legomenon, das wohl einen chaonischen Stamm um den Tomorr bezeichnet oder einigen Forschern zufolge mit den illyrischen Dassareten gleichzusetzen ist.) Pseudo-Skylax (4. Jahrhundert v. Chr.) aber verortet sie weiter nördlich, und zwar im Norden von Epidamnos in der Nähe der Mündung des Drilon. In dieselbe Region setzen Andreas Lippert und Joachim Matzinger (2022) die Encheleer und vermuten sie im südlichen Dalmatien, konkret im heutigen Montenegro bzw. im Gebiet des Shkodrasees. Zwischen ihnen und den Dassareten am Ohridsee siedelten Lippert und Matzinger zufolge noch die Bryger.
Malcolm Errington (1986) lokalisiert die Encheleer in der Ohridsee-Region und damit westlich der Lynkestis.
John J. Wilkes (1992) bietet quasi einen Kompromiss und vermutet die Encheleer am Ober- und Unterlauf des Drin und damit sowohl am Ohridsee als auch am Skutarisee.
Milutin V. Garašanin (1997) zufolge befinden sich auch die ausgegrabenen Nekropolen bei Trebeništa und Gorenci (am Ohridsee) im „Land der Encheläer“ und damit auch im Gebiet der Dassareten. Für ihn sind die Encheleer „einwandfrei als Illyrer anzusehen“. Dass die griechische Mythologie und Pseudo-Skylax sie im heutigen Montenegro verorten, liegt laut Garašanin wohl an nicht rekonstruierbaren Migrationen.

## Kadmos-Kult
Heinrich Kiepert (1878) vermutete, dass die Encheleer die kultische Verehrung des Kadmos (von dem sie der Mythologie zufolge abstammten) nach Illyrien brachten. Kultstätten für ihn fanden sich an den Mündungen der Flüsse Aoos, Drilon und Naron sowie in den Städten Rhizon, Bouthoe und Pola.